# Andrés Eduardo Fernández Moreno
Andrés Eduardo Fernández Moreno (nascut el 17 de desembre de 1986 a Múrcia) és un futbolista murcià que juga com a porter a la UD Almería.

## Trajectòria

### Tenerife
A causa de motius laborals, als 14 anys es va traslladar amb la seua família a Tenerife, on va jugar als equips filials del CD Tenerife. A la ciutat canària va començar els estudis a la ETSII, l'Escola Tècnica Superior d'Enginyeria Informàtica. Als !8 anys, però, va haver de mudar-se de nou, ara a Mallorca.

### Mallorca "B"
El filial del RCD Mallorca va ser el seu primer equip professional, i des d'allà va passar a les files del Osasuna "B".

### Osasuna
A l'equip de Pamplona va poder, el 21 d'octubre de 2007, debutar en la Primera Divisió després de l'explusió del porter titular Elia. No obstant, no va poder aturar el penalti que havia provocat la seua entrada al camp i més tard va rebre altre gol del davanter Álvaro Negredo. A partir d'aquest moment es va assentar com al porter principal de l'equip filial del Osasuna.

### Osca
L'estiu del 2010 Andrés fou cedit a l'Osca de Segona Divisió dues temporades. En la 2010/2011 va aconseguir el premi Zamora al porter menys golejat de la categoria.

### Retorn a l'Osasuna
La temporada 2011/2012 va tornar a Osasuna després de les seues bones actuacions amb l'Osca, i va aconseguir la titularitat de la porteria navarra a partir de la lesió d'Asier Riesgo en el primer partit de la temporada a l'Estadi Vicente Calderón. Aquell any va impressionar a tota l'afició amb grans partits davant el Reial Betis, la Reial Societat, el FC Barcelona o el Llevant UE, entre d'altres.
Durant la temporada 2012/2013 va realitzar un dels seus millors partits davant l'equip culé, ja que, tot i rebre 2 gols, va fer 13 parades. Durant aquesta etapa va sorgir el rumor de l'interés del Reial Madrid per Andrés Fernández, però el fitxatge mai es va produir i en la 2013/2014 Andrés no va poder evitar el descens de categoria del Osasuna a la Segona Divisió.

### FC Oporto
L'any següent va eixir d'Espanya per primera vegada en la seua carrera en fitxar pel FC Oporto portugués a canvi de 2'5 milions d'euros, però l'entrenador Julen Lopetegui no li va donar gaire oportunitats i només va jugar 3 partits aquella temporada, un de Lliga, un de Copa i un d'Europa League, que va suposar el seu debut a eixa competició.

### Granada CF
La temporada 2015/2016 va tornar al futbol espanyol gràcies a una cessió al Granada, club on va debutar en una derrota per 3-1 davant la SD EIbar. No obstant, fou el porter titular aquell any i recupera les bones sensacions esportives dels seus anys a Osasuna.

### Vila-real CF
L'any següent l'Oporto va decidir tornar a cedir al porter murcià, aquest cop al Vila-real CF. Allà va partir com a suplent de Sergio Asenjo, però va debutar en el partit d'Europa League davant l'FC Zürich, i va ser el porter d'aquesta competició i també de la Copa del Rei per a Fran Escribà. La greu lesió d'Asenjo en la jornada 24 davant el Reial Madrid va provocar la seua estrena lliguera, i va defendre la porteria grogueta les darreres jornades de Lliga amb grans actuacions.
El 21 de juny de 2017 es va anunciar que el Villareal pagava l'opció de compra que tenia per Andrés, i que el porter firmaria un contracte per 4 anys. Aquell any, ja en propietat de l'equip valencià, va començar com a titular, però en el segon partit de Lliga va patir una greu lesió que li va mantindre 7 mesos sense jugar a futbol, i va fer el seu retorn en l'últim partit de la 2017/2018, un empat a 2 davant el Reial Madrid.
La temporada 2018/2019 va tenir un bon rendiment en les competicions que va jugar, l'Europa League i la Copa del Rei, ja que va arribar fins als quarts de final al torneig europeu i als octaus en el nacional. A més, a partir de la jornada 32 va ocupar la porteria en Lliga, i va resultar indispensable perquè l'equip salvara la categoria. Així, la 2019/2020 va partir com al porter titular del Villareal, però en la quarta jornada l'entrenador Javier Calleja va decidir retirar-lo de les aliniacions per donar pas a Asenjo.

### SD Huesca
El 28 d'agost de 2020, Fernández va fitxar per la SD Huesca, acabat d'ascendir a primera amb un contracte per tres anys. Suplent d'Álvaro Fernández, va aportar 16 aparicions a la seva primera temporada, que va acabar en descens.

### Carrera posterior
El 18 d'agost de 2023, Fernández va signar un contracte d'un any amb el Llevant UE, equip de segona divisió. El 21 de juliol de 2025, després d'ajudar l'equip a aconseguir l'ascens a la màxima categoria com a campió, va fitxar per la UD Almería amb un contracte de dos anys.